# Ґері Гендрікс
Ґері Ґрант Гендрікс(англ. Gary Grant Hendrix) (14 травня 1948) — американський бізнесмен, який заснував Symantec Corporation, міжнародну корпорацію, яка виробляє комп'ютерне програмне забезпечення, зокрема в галузі управління інформацією та антивірусне програмне забезпечення.

## Освіта
Гендрікс отримав ступінь бакалавра в Техаському університеті в травні 1970 року, а потім отримав ступінь магістра в цьому ж закладі в грудні 1970 року. Гендрікс вирішив навчатися у сфері штучного інтелекту, коли в 1970 році Агентство передових дослідницьких проектів оголосило про фінансування шести проектів із розуміння природної мови. У січні 1971 року Гендрікс вступив на докторську програму в Техаський університет, і його радником призначили Роберта Сіммонса. У 1975 році захистив дисертацію.

## Кар'єра
Під час навчання в Техаському університеті Гендрікс опублікував кілька статей з робототехніки та планування, які прочитали кілька співробітників SRI International. Це призвело до запрошення працювати в SRI, яке він прийняв і згодом переїхав до Менло-Парку, Каліфорнія. Після кількох років роботи в SRI він пішов із п'ятнадцятьма співробітниками SRI, щоб створити корпорацію Machine Intelligence, яка зрештою провалилася.
Пізніше Гендрікс заснував Symantec Corporation у 1982 році за допомогою гранту Національного наукового фонду. Спочатку компанія була зосереджена на проектах, пов'язаних зі штучним інтелектом, і Гендрікс найняв кількох дослідників обробки природної мови Стенфордського університету як перших співробітників компанії. Щоб профінансувати компанію, Гендрікс поїхав на фінансову конференцію Американської асоціації електроніки в Монтерей, штат Каліфорнія, у травні 1983 року. Після демонстрації свого продукту на ранньому комп'ютері Apple компанії зацікавилися отриманням їх продукту. Гендрікс залишив компанію в 1991 році та переїхав до Дріппінг-Спрінгс, штат Техас.